# Hs 123俯衝轟炸機
Hs 123俯衝轟炸機是烏德特在美國看了俯衝轟炸表演後回到德國向德國空軍建議發展俯衝轟炸機的結果，1934年亨舍爾的Hs 123和費斯勒的Fi 98做競爭而由Hs 123勝出，它是德國第一種俯衝轟炸機也是德國最後一種雙翼機。

## 設計特點

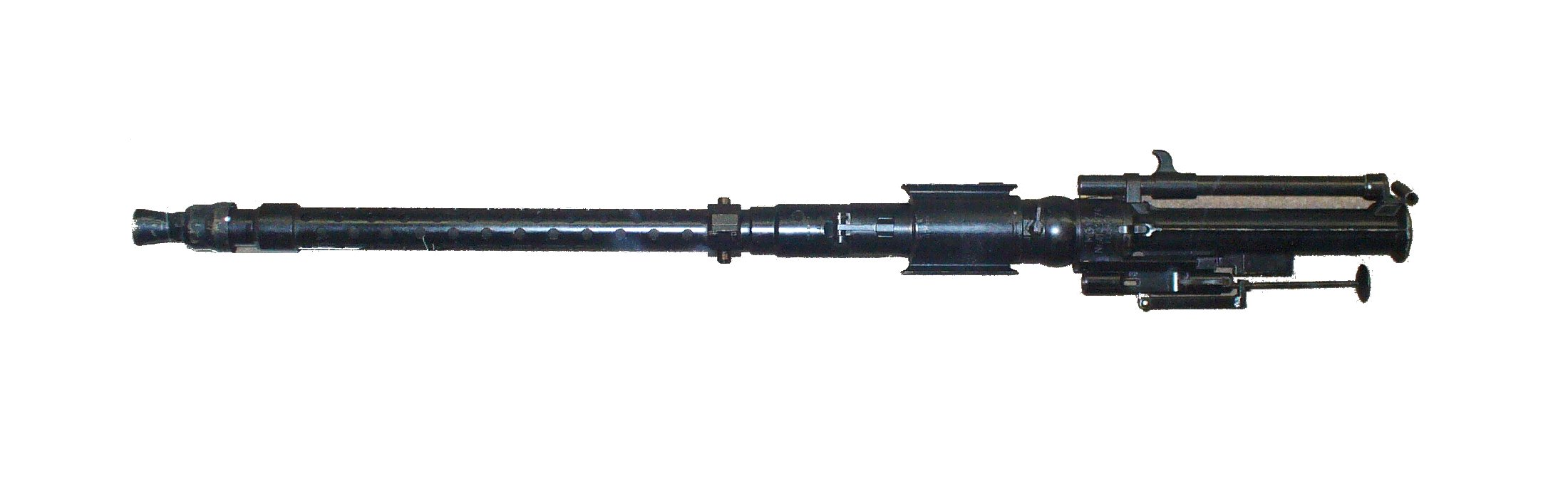
Hs 123機頭的MG 17機槍可直接使用陸軍的毛瑟機槍彈

Hs 123的雙翼是上大下小，上下翼之間由支柱連接而其間無張線以減少空氣阻力，上下翼都是用鋁合金做骨架再覆上帆布，下翼裝有固定式主起落架，機身由鋁合金製造，駕駛艙為開放式並且有馬蹬形登機腳踏，武裝方面為機頭兩支MG 17機槍，可直接使用陸軍的毛瑟機槍彈，炸彈則全部掛在下翼而機身祇會掛副油箱。

## 主要型號
- Hs 123V

原型機
- Hs 123A

初期型
- Hs 123B

改用960匹馬力的BMW 123K發動機
- Hs 123C

計劃中使用封閉式駕駛艙但無實現

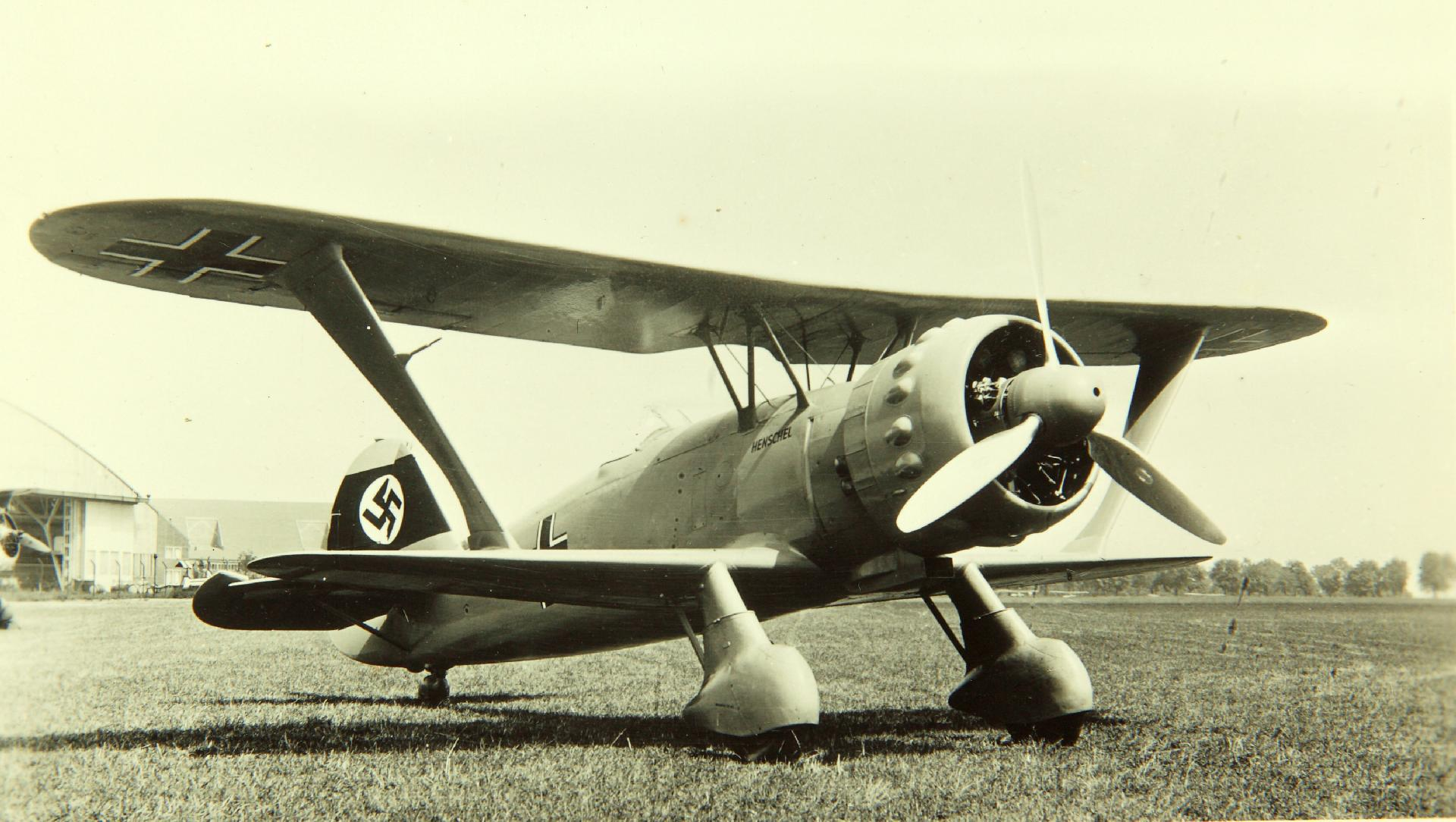
Hs 123V原型機，由此發展出Hs 123A

各型Hs 123在第二次世界大戰的歐戰爆發前已經停產，以便集中資源生產Ju 87俯衝轟炸機。

## 基本資料(Hs 123A)
- 機長:8.33米
- 翼展:10.5米
- 機高:3.2米
- 空重:1,500公斤
- 載重:2,215公斤
- 翼面積:24.85平方米
- 最快時速:341公里/小時
- 航程:860公里
- 昇限:9,000米
- 爬昇率:15米/秒

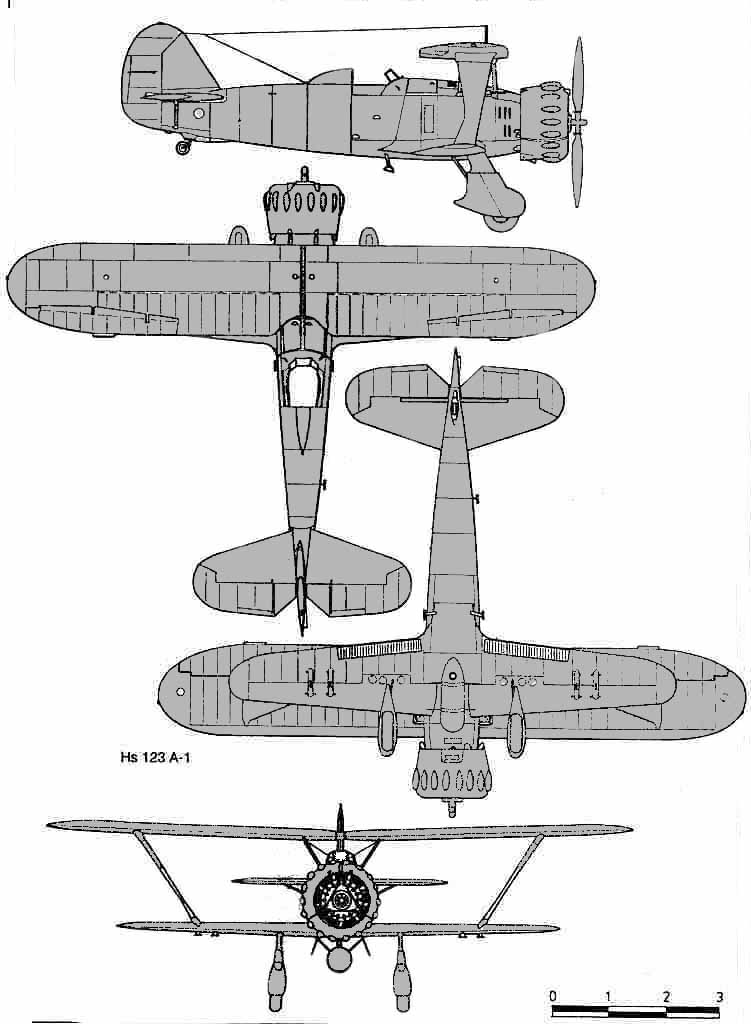
Hs 123

- 發動機:BMW132Dc風冷式(880匹馬力)
- 武裝:機頭兩支7.92毫米口徑MG 17機槍+翼下450公斤炸彈

## 實戰

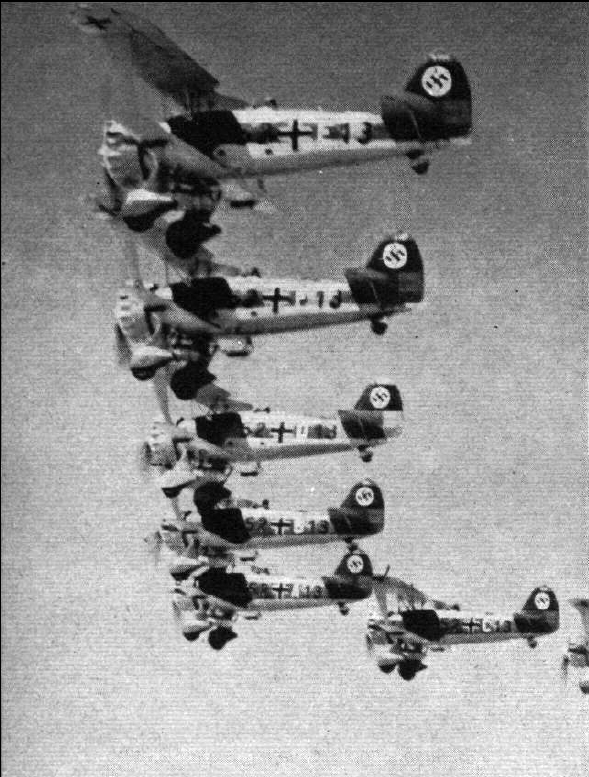
德國空軍Hs 123機群

### 西班牙內戰
1936年西班牙內戰爆發，德國和意大利組成兀鷹軍團到西班牙參戰，在該年年底已派出16架Hs 123，1937年開始大舉出動，兀鷹軍團的Hs 123如同其他德國飛機會在其機尾畫有一個很大的「X」，而在西班牙內戰當中Hs 123以其翼下的炸彈對反對派的士兵和車輛作淺角度俯衝轟炸，然後再派地面部隊進攻，此種陸空協同戰術後來被稱為密接空中支援。

### 歐洲戰場
1939年第二次世界大戰的歐戰正式開始，德國空軍的Hs 123和Ju 87一起出擊，在接收到陸軍的要求後去轟炸波蘭守軍，為地面部隊清除路障，1940年的法國戰役和1941年的攻蘇戰役，Hs 123再次為地面部隊做密接空中支援，而其表現並不比Ju 87差，以至建議重新開始生產Hs 123，但由於亨克爾早已把其生產模具毀掉而作罷，當最後一架Hs 123在蘇聯被擊落時Hs 123正式在德國空軍退役。

### 中國戰場
中國空軍在抗日戰爭爆發後的1938年以2018,000馬克向德國買了12架Hs 123A，中國空軍的Hs 123A主要用於在長江攻擊運送日軍士兵的運兵船，以免日軍沿著長江進犯中國內陸，中國飛行員稱呼Hs 123A為恆機，最後因為戰場損失和零件得不到補充而封存停用。

## 使用國家
- 德国(生產國)
- 西班牙
- 中華民國

## 外部連結
- 馬當戰役中之德製恆學耳Hs-123型俯衝轟炸機
- 亨舍爾Hs 123（页面存档备份，存于）